# Léon Monnier
Léon Antoine Monnier (* 6. Januar 1883 in Paris; † 26. August 1969 in Morainvilliers) war ein französischer Hochspringer.
Bei den Olympischen Spielen 1900 in Paris wurde er Siebter mit 1,60 m.
Von 1900 bis 1904 wurde er fünfmal in Folge Französischer Meister.